# Geréb Ágnes
Geréb Ágnes (Szeged, 1952. december 20. –) pszichológus, szülész-nőgyógyász orvos és független bába, az apás szülés és az otthonszülés hazai úttörője. 2015-ben a Forbes őt választotta az 5. legbefolyásosabb magyar nőnek a közéletben. Édesapja Geréb György pszichológus, c. egyetemi tanár.

## Életpályája
1977-ben végezte el az orvostudományi egyetemet Szegeden. Gyakornoki idejét is Szegeden töltötte, összesen tizenhét évet dolgozott szülész-nőgyógyászként a szegedi Szülészeti és Nőgyógyászati Klinikán. 1977-től férjeket csempészett be a szülésekhez, ami akkoriban még tilos volt. Férje Herner János volt. Négy gyermek édesanyja. Legidősebb gyermekük Herner Dániel filmproducer.

### Büntetőügyei, társadalmi visszhang
2007-ben eltiltották a foglalkozásától, utána szüléskísérőként asszisztált. Tevékenységét ennek ellenére folytatta, otthonukban szülő nőknek segédkezett. 2009-ben maradandó fogyatékosságot, illetve halált okozó, foglalkozás körében elkövetett gondatlan veszélyeztetéssel vádolta meg az ügyészség, miután egy általa vezetett szülés közben a magzat életét vesztette. 2009 novemberében a Pesti Központi Kerületi Bíróságon (PKKB) egyesítették a vádakat és úgy ítélték meg, hogy a cselekmény emberölésnek is minősíthető. Az emberölések elbírálása a megyei bíróságok hatáskörébe tartozik, így a per a Fővárosi Bíróságon folytatódott.
Magyarországon ez volt az első eset, hogy orvost azzal vádoltak meg, hogy elvégzett egy beavatkozást annak ellenére, hogy tudta, halált okozhat. A Fővárosi Bíróság (FB) megállapította, hogy a Pesti Központi Kerületi Bíróság (PKKB) szabályt sértett az átminősítéssel és az ügyet visszahelyezte.
2010. október 5-én ismét őrizetbe vette a rendőrség, miután egy általa vezetett tanfolyam közben az egyik részvevőnél megindult szülés során a csecsemő légzése és vérkeringése leállt és újra kellett éleszteni.
2010 október elején élőláncot alkotva demonstráltak a letartóztatott Geréb Ágnes mellett az otthonszülés támogatói Geréb kiszabadításáért és az otthonszülés kérdésének rendezéséért. 2010. október 22-én a The Guardian brit napilap cikket közölt a letartóztatásáról és a fogvatartás körülményeiről, amelyben ügyvédje azt állította, hogy a szülésznőt oly módon vezették a tárgyalásra, hogy a lábbilincs tíz centiméteres sebet vágott a lábába. Három nappal később Ertsey Katalin, az LMP képviselője közleményben tudatta, hogy a Nagy Ignác utcai BV intézet parancsnokhelyettese, Tóth Gábor jogsértő módon megakadályozta, hogy parlamenti képviselők meglátogathassák a szülésznőt. 2010. november 8-án a bíróság ugyanazokkal az indokokkal az előzetes letartóztatását két hónappal meghosszabbította. Egy ekkor (2010 novemberében) megjelent magyarországi ENSZ-jelentés is említést tesz a független bábák kriminalizálásáról és név nélkül, de kitér arra is, hogy egy bábát letartóztattak szülési komplikáció kapcsán. Az év végére 2010. december 22-én a Pesti Központi Kerületi Bíróság megszüntette Geréb Ágnes előzetes letartóztatását, és házi őrizetbe helyezte át.
2011 márciusában a Fővárosi Bíróság első fokon két év letöltendő fogházra ítélte. A vádlottak a tárgyalás utolsó előtti napján eljárási kegyelmet kértek az aktuális köztársasági elnöktől, Schmitt Páltól, aki azt elutasította. Ezután házi őrizetben maradt. Hívei rendszeresen tüntettek, tiltakoztak. Geréb Ágnes nem kerülhetett feltételesen szabadlábra.
A Fővárosi Ítélőtábla 2012. február 10-én súlyosította a Fővárosi Bíróság ítéletét. Öt év helyett tíz évre tiltották el a szülész-nőgyógyászi, valamint szülésznői tevékenység gyakorlásától, és a két év letöltendő fogházbüntetést is helyben hagyták, de egy év után nem szabadulhatott volna feltételesen. Több mint másfél millió forintos bűnügyi költséget is ki kellett fizetnie. Geréb Schmitt Pál, majd később Áder János köztársasági elnökhöz is kérelmet nyújtott be, amelynek elbírálásáig nem kellett börtönbe vonulnia.
2018. június 28-án Áder János részleges kegyelmet adott Geréb Ágnesnek, akinek így nem kell letöltenie a szabadságvesztését. A kegyelmi döntés meghagyta az orvosi és szülésznői szakma gyakorlásától való eltiltást, és nem mentesítette Geréb Ágnest a büntetett előélethez fűződő joghátrányok alól sem. Novák Hunor orvos ismeretterjesztőnek a döntést kifogásoló cikke nagy visszhangot váltott ki, számos újság szemlézte, és sokan meg is osztották.

### Tanulmányai
- 1977: Általános orvosi diploma – Szent-Györgyi Albert Orvostudományi Egyetem, Általános Orvostudományi Kar, Szeged
- 1982: Szülészet-nőgyógyászati szakvizsga
- 1986: Pszichológiai diploma, Eötvös Loránd Tudományegyetem, Budapest
- 1990: Féléves tanulmányút egy livermore-i születésházba, otthonszülések szakmai gyakorlatának tanulmányozására
- 2005: Szülésznő oklevél, Debreceni Egyetem Egészségügyi Kar
- 2010: Diplomás szülésznő, Semmelweis Egyetem Egészségtudományi Kar

### Munkahelyek
1977–1994: Szegedi Női Klinika, szülész-nőgyógyász.
1989-től: Független bábának vallja magát, azóta kb. 3500 otthonszülésnél volt jelen független bábaként.
1994-től a Napvilág Születésház Bt. munkatársa,
1994-ben alakult az első magyarországi születésház, részben az otthonszülések háttérintézményeként működött.
1997: a második magyarországi születésház megalapítása.

### Ösztöndíjak, díjak
- 1997: Ashoka-díj – Újítók a Társadalomért világszervezet ösztöndíjában részesült egy évig. Az 1980-ban alapított Ashoka világszervezet a kockázati befektetési modellre építve a társadalmi vállalkozókat anyagilag és más, szakmai szolgáltatásokkal támogatja. Az Ashoka tagok által kifejtett tevékenység nagy hatást gyakorol a társadalom érték- és normarendszerére, kiterjed az oktatásra, a környezetvédelemre, az egészségügyre, az emberi jogokra, a közösség aktivizálására, valamint a gazdaság fejlesztésének területére.
- 2006: Promenád-díj – A díj egy női civil kezdeményezés által alapított, kiemelkedő civil tevékenységet végző, figyelemre méltó személyiségű nők elismerésére létrehozott díj. Célja, hogy elismerje az arra érdemes közéleti tevékenységet végző nőket, felhívja a figyelmet a nőkre, a női szerepekre, a nők által – a társadalom gyakorlati működtetésében – végzett munka nélkülözhetetlen voltára. Szándéka továbbá, hogy valódi női példaképek előtérbe állításával követendő és követhető példákat mutasson fel.
- 2011: Az évtized női A Nők Lapja közönségszavazásán, amelyen az évtized meghatározó és kedvenc női személyiségeit keresték, az olvasók dr. Geréb Ágnest választották az Évtized kedvencének „közélet" kategóriában.

### Szervezeti kapcsolatai
- 1992: megalakítja az Alternatal Alapítványt a háborítatlan, természetes szülés elterjesztése céljából, melynek tiszteletbeli elnöke hosszú éveken át a világszerte ismert és elismert szülész-nőgyógyász, dr. Michel Odent
- 1994: társalapítóként részt vesz az ENCA (European Network of Childbirth Associations) alapításában
- 1996-tól: folyamatos együttműködés a La Leche Ligával

### Szakmai konferenciák
- 1986: részt vett Londonban a világ első nemzetközi otthonszülés-konferenciáján (First International Conference on Home Birth, London, 1986).
- 1992: Nemzetközi konferencia a szülésről, születésről – konferenciát szervez Szegeden több száz magyar résztvevővel. A bábaszakma legnagyobbjai, világszerte elismert szakemberei is képviseltetik magukat (fővédnök: Dr. Michel Odent, szülész-nőgyógyász, a Primal Health Research Center, London alapítója és igazgatója, védnök Sheila Kitzinger, társadalomantropológus, Beverly Chalmers, a WHO akkori konzultánsa, előadó többek közt Wendy Savage, a Londoni Királyi Kórház szülészet-nőgyógyászati tanácsadója), illetve több neves magyar szakember, köztük dr. Bálint Sándor
- 1994: Konferencia az újszülöttről, avagy a legújabb kutatási eredmények a szülés alatti beavatkozások újszülöttre való hatásairól – Dr. Marshall Klaus, világhírű amerikai neonatológus, kutatóprofesszor előadása a budapesti Semmelweis Orvostudományi Egyetemen. Társelőadó: Phyllis Klaus, amerikai pszichoanalitikus
- 1994: Dr. Michel Odent, a szakmában mindenki által ismert, a természetes szülést a legelsők között alkalmazó szülész-nőgyógyász szakorvos és kutató szakmai konzultációra érkezett hazánkba, hogy a klinikavezető főorvosokkal találkozva az Alternatal Alapítvány munkájához szakmai kutatási eredményekkel hátteret biztosítson a kezdeményezéséhez.
- 1995: Továbbképzések szülésznőknek, világhírű vendégelőadókkal: Barbara Harper, Beverly Beech, Phyllis Klaus, dr. Michel Odent.
- 1995-től: ENCA konferenciákon van jelen, azóta is folyamatosan nemzetközi munkákban vesz részt.
- 2001: Szabadon szülni, szabadnak születni kampány és petíció az otthonszülés jogi és szakmai kereteinek biztosításáért
- 2001: Harmadik Otthonszülés Világkonferencián két előadást tart (Past attends at birth és Birth is not gentle)
- 2003: megszervezi az első A születés hetét, melyet azóta is minden évben megtartanak
- 2003: Rendhagyó nemzetközi bábakonferencia szervezője, Budapest

### A nagy nyilvánosságot tájékoztató előadások szervezése ill. részvétel
- 1993: Eötvös Gimnázium dísztermében, szülésznők és szülők – előadás 300 fő részére
- 1994: Bemutatkozó előadások Dunaújvárosban, Veszprémben, Szegeden és Budapesten
- 1994: Sajtókonferencia a Népjóléti Minisztériumban az Alternatal Alapítvány céljairól 1994. október 12-én
- 1995 szeptemberétől induló Magyar Hagyományőrző Műhely 3 éves iskolájának előkészítő munkájában vesz részt. A kitűzött cél az, hogy a hagyományos bábaság újrateremtésének lehetőségeit feltárják és az oktatásban is részt vegyenek.
- 1995: Egészségügyi Főiskola Budapest: előadás a háborítatlan, természetes szülésről
- 1996–2000: rendszeres nyílt napok a Születésházban, klubokban
- 1996: Budapest: SEAL-Konferencia és kiállítás, előadó
- 1996: Szoptatás világnapja, Védőnőképző Főiskola, Kaposvár, előadó X
- 1996: Érdi Napok keretén belül Ember születik c. előadás, Érd, Polgárok Háza
- 1996: Természetgyógyász Konferencia, Budapest, Petőfi Csarnok, előadó
- 1996: Szülészeti, Perinatológiai és Aneszteziológiai Társaság harmadik szimpóziuma, Budapest, előadó
- 2001: Lengyel szülésznők konferenciája, Varsó, előadó
- 2002: Varsói ENCA (European Network of Childbirth Association) találkozó, előadó
- 2002-től a Napvilág Születésházban császármetszésfeldolgozó, szülésfeldolgozó csoportokat, veszteségfeldolgozó csoportot, holotróp légzés-csoportot tart
- 2002: Születésalagút – Betekintés a születés körüli intim történésekbe hanggal, képekkel c. kiállítás kép- és hanganyagának egyik szerkesztője.Helyszín: Millenáris Park "B" csarnok
- 2004: Athéni ENCA találkozó, előadó
- 2004: ENCA 11. éves, nemzetközi találkozója, Budapest
- 2004: Alternatal Alapítvány konferenciája világhírű, neves előadókkal (pl. Ina May Gaskin, Michel Odent, Elisabeth Geisel)
- 2005: Múlt, jelen, jövő a szülészetben c. konferencia, Balatonalmádi, előadó. Előadásának témája: Statisztikai összefoglaló a szaksegítséggel kísért magyarországi otthonszülésekről
- 2007: ENCA találkozó Bosznia-Hercegovinában, előadóként van jelen
- 2007: Előadás Az otthonszülés jelenlegi gyakorlata címmel, Budapest, Hotel Danubius
- 2006-tól több alkalommal tart Marosvásárhelyt, Kolozsvárt többnapos képzést szülés körüli szakembereknek
- 2007: Állásfoglalás készítése az Intézeten Kívüli Szülés Szabályozását Előkészítő Bizottságon belül. Az Intézeten Kívüli Szülés Szabályozását Előkészítő Bizottság tagjai, a várandósság, szülés, születés hatókörébe tartozó különböző szakmák képviselői megvitatták, minden pontjában elfogadták és a törvényi szabályozáshoz irányadónak nyilvánították a Tervezett, intézeten kívüli szülés protokollja és irányelvei című dokumentumot, melyet benyújtottak az Egészségügyi Minisztériumnak.
- 2008: Prágai nemzetközi bábakonferencia, előadó
- 2008: Budapestre hívja a világhírű Sheila Kitzingert, aki előadást tart A szülés helyzete különböző kultúrákban címmel

### Eredmények, célok
- 1977-ben apákat csempészett be engedély nélkül a szülőszobára, amiért fél évre eltiltották a szülőszobától, majd évekkel később a klinika vezetője büszkén nyilatkozta, hogy az ő intézményében volt először apás szülés.
- 1993-tól bábatársaival havonta információs hetet tart, melynek keretében egy héten át a várandósságról, szülésről és a gyermekágyas időszakról informálódnak a tanfolyamra járók. Érintett szakemberek – bába, védőnő, pszichológus, szoptatási tanácsadó – tartanak előadásokat és párcsoportot.
- Az Alternatal Alapítvány munkája keretében rendszeresen előadásokat tart; külföldi szakembereket hív Magyarországra. Behozták és elterjesztették hazánkban a dúlaság fogalmát. Dúla-képzéseket tartanak, amiből azóta kinőtt a MODULE, ahol kórházi dúlákat képeznek. A Napvilág Születésházhoz kötődő független bábák mellett körülbelül tizenöt dúla tevékenykedik.
- Bábaként az első célját, hogy független bábákat képezzen ki, akik nélküle is színvonalasan tudják az otthonszülést bonyolítani, már megvalósította. Szemléletformálás következtében, amelyet a már otthon megszült anyák is továbbvittek, a kórházon belül is jelentősen megváltozott az igényszint, aminek következtében a kórház is kénytelen volt nem kevés – sokszor ugyan csak látszat – változtatást eszközölni, ami a kórházi szülések humanizálását segítette.

## Gondozásában megjelent könyvek
- Stanley E. Sagov; Richard I. Feinbloom; Peggy Spindel; Archie Brodsky: Otthonszülés – Az intézeten kívüli szülés gyakorlati kézikönyve. Alternatal Alapítvány, Szeged, 1992
- Penny Armstrong, C. N. M.; Sheryl Feldman: A születés művészete – Szülés bölcsen, a természet rendje szerint, a tudomány támogatásával. Alternatal Alapítvány, Budapest, 1995, 2001
- Inda – Szüléskísérők naplójából Napvilág Születésház Bt., Budapest, 2002
- Beszélgetések Feldmár Andrással, A tudatállapotok szivárványa szerzőjével; riporter Geréb Ágnes, Feldmár András, Karátson Gábor; Könyvfakasztó, Budapest, 2002
- Michel Odent: A szeretet tudományosítása Napvilág Születésház Bt., Budapest, 2003
- Michel Odent: Császármetszés Napvilág Születésház Bt., Budapest, 2004
- Sheila Kitzinger: A szülés árnyékában Katarzís vagy krízis, Alternatal Alapítvány, Budapest, 2008
- Marsden Wagner: Amerikából jöttem, mesterségem címere szülész-nőgyógyász – Könyv a változásért Alternatal Alapítvány, Budapest, 2010
- Ingeborg Stadelmann: A bába válaszol – Természetes kísérés a várandósság, a szülés, a gyermekágy és a szoptatás idején gyógynövényekkel, homeopátiás szerekkel és illóolajokkal, Katalizátor Könyvkiadó, Budapest, 2007 (Szaklektor: Geréb Ágnes A könyv megjelenését az Alternatal Alapítvány támogatta)
- Ingeborg Stadelmann: Bevált aromakeverékeim – Illóolajokkal élni, szülni, meghalni, Katalizátor Könyvkiadó, Budapest, 2003, 2007 (A könyv megjelenését az Alternatal Alapítvány támogatta.)
- Kristen Bleich: A szerelmeskedés könyve tinédzsereknek, Tessloff Babilon, Budapest, 2004 (Szaklektor: Geréb Ágnes)

## Gondozásában megjelent DVD-k
- A szülés természete, Kamera: Koós Tamás; Zene: Barcza Gergő; Vágó: Papp László és Rigó Mária; Koncepció: Domjánné Harsányi Katalin, Geréb Ágnes és Koós Tamás. Kiadó: Alternatal Alapítvány, 2001
- Nagykata , Vágó: Rigó Mária és Papp László; Operatőr: Koós Tamás; A család: Nagy Kata, Kánnár Zsolt (Petya), Kánnár Luca és Kánnár Panna A barátnőjük: Macher Mónika (Mona) Dúla: Velkei Éva Bába: Geréb Ágnes, magyarországi forgalmazó: Napvilág Születésház
- A holdasszony, A film eredeti címe: Moon Woman Rendezte: Laimé Kiskünaité és Rimas Kavaliauskas; Dramaturg: Giedré Paulin Kevicüté A rítusokat vezeti: Jurga Svediené bába 1977, VILSAT TV A magyar változat létrehozásában közreműködtek: Fordítás: Domjánné Harsányi Katalin; Magyar hangok: Galambos Péter, Geréb Ágnes, Herner Dániel és Szávai Viktória; Technikai munkatársak: Galambos Péter és Suhai-Hodász Luca; Magyarországi forgalmazó: Napvilág Születésház
- A tenger szülöttei , Barbara Harper gondozásában A magyar változat létrehozásában közreműködtek: Fordítás: Klukon Bea; Magyar hangok: Galambos Péter, Geréb Ágnes, Kohler Katalin Technikai munkatársak: Galambos Péter, Papp László és Suhai-Hodász Luca A film eredeti címe: Birth Into Being. The Russian Waterbirth Experience. C 1999, GLOBAL MATERNAL/CHILD HEALTH ASSOTIATION P.O. BOX 1400 WILSONVILLE, OR 97070. 1-800-641-BABY magyarországi forgalmazó: Napvilág Születésház
- Születnek így is , A film eredeti címe: Gentle Birth Choices Barbara Harper gondozásában Global Maternal/Child Healt Assitiation A nonprofit (501-c-3) public benefit corporation. P.O. BOX 1400 WILSONVILLE, OR 97070. For free info or the book Gentle Birth Choices. Phone: 503-682-3600. A magyar változat létrehozásában közreműködtek: Fordítás: Klukon Bea; Magyar hangok: Galambos Péter, Geréb Ágnes, Kohler Katalin, Kozma Károly; Technikai munkatársak: Galambos Péter, Papp László és Suhai-Hodász Luca. Magyarországi forgalmazó: Napvilág Születésház